# 空前絶後
空前絶後（くうぜんぜつご）は、「それまでには例がなく、その後も例を見ない」という意味の故事成語。現代的には「いまだかつてなく、今後もまずありえない」という意味で使われることが多い。
「空前絶後」の「空前」は「前に空（）しく」でその前には例がないという意味、「絶後」は「後は絶えて」でその後も例を見ないという意味である（「絶対に後がない」という意味ではない）。ただし現代の日本ではこの成句を、「未曾有」「破天荒解」「前代未聞」などといった成語が表す「いまだかつてない」という意味をさらに強調して表現する際に使われることが多い。
たとえば、刑事裁判で検察が「被告の犯行は空前絶後の凶悪なものであり…」と言ったとすれば、それは正しくはない。この被告の犯行を上回る凶悪なものが将来現れる可能性があるからである。

用いても無難な例は「武則天は中国史上空前絶後の女帝である」や「オーウェン・クインはニューヨークのワールドトレードセンター屋上からパラシュートで飛び降り生還した空前絶後の人物である」などといった具合になる。